# 澳門公共行政福利基金
澳門公共行政福利基金（葡萄牙語：Fundo Social da Administração Pública de Macau,FSAP）是隸屬澳門特別行政區政府的基金之一，屬行政及財政自治基金，隸屬行政法務司，負責在公職補充福利範圍內，資助社會、文化及經濟活動。

## 職責
- 編製本身預算及管理賬目，並呈交核准；
- 根據適用法例之規定，批淮澳門公共行政福利基金須負擔之開支；
- 就澳門公共行政福利基金行政管理之有關事宜作出決議。

## 組織法例
- 第50/97/M號法令（1997年11月24日《澳門政府公報》）設立澳門公共行政福利基金。
- 第32/99/M號法令（1999年7月19日《澳門政府公報》）修改十一月二十四日第50/97/M號法令有關澳門公共行政福利基金之若干法律規範。

## 運作
澳門公共行政福利基金由行政管理委員會管理；該委員會由行政公職局局長、行政公職局公職福利處處長及財政局之代表組成。行政管理委員會主席由行政公職局局長擔任，秘書由行政公職局公職福利處行政輔助科科長擔任。